# L'Ancre de miséricorde
L'Ancre de miséricorde est un roman de Pierre Mac Orlan publié en 1941 aux éditions Émile-Paul. Il s'agit du dernier des romans d'aventures maritimes publiés par l'écrivain, à la suite de À bord de L'Étoile Matutine (1921) et des Clients du Bon Chien jaune (1926). Comme pour ses deux prédécesseurs, l'action se situe au XVIIIe siècle à Brest.

## Résumé
L'histoire se passe à Brest en 1777. Le jeune Yves-Marie Morgat (surnommé Petit Morgat), fils d'un shipchandler de la rue de Siam, est élève au collège des Jésuites, et aspire à entrer dans l'armée du roi, tout en rêvant d'aventures au grand large. Un personnage mystérieux et distingué se présentant sous le nom de Jérôme Burns, qui s'est attiré la sympathie du père d'Yves-Marie, essaie de mettre l'adolescent en garde contre les dangers de l'aventure, dont l'expérience lui a appris qu'elle est toujours décevante. Mais, par l'entremise de Jean de la Sorgue, un pensionnaire du « Grand collège » (le bagne de Brest), Yves-Marie se laissera aller à vouloir transformer le rêve en réalité, et tous deux se lanceront à la recherche de Petit Radet, un pirate redouté que l'on a longtemps cru mort, et tenteront de percer son secret.

## Éditions
- Illustré par Pierre Falké, eaux-fortes originales, Paris, 1945
- Illustré par Pierre Leconte, gravure sur bois de Bracons-Duplessis, pochoirs, Angers, Éditions Jacques Petit, 1947
- Illustré par Paul-Louis Guilbert, Éditions Rombaldi, Paris, 1946
- Illustré par Guy Arnoux, Éditions de la nouvelle France, Paris, 1954

## Adaptations
Le roman a été adapté à la télévision à deux reprises : 
- par Pierre Mac Orlan lui-même et par Jean Claude Youri en 1959[1].
- en 1977 par Bernard d'Abrigeon sous son titre original L'Ancre de miséricorde, avec la distribution suivante[2]: 
  - Pascal Sellier, p'tit Morgat;
  - Myriam Boyer, Manon ;
  - Jacques Denis, Jean de la Sorgue ;
  - Paul Le Person,  le père Morgat ;
  - Françoise Bertin, Marianne ;
  - Robert Jacquet, M. Burns ;
  - Mag-Avril, Mme Lemeur ;
  - Jean Gabriel Nordmann, Nicolas ;
  - Armand Babel, Guénolé.